# Muriel Moreno
Pour les articles homonymes, voir Moreno.
Muriel Moreno, nom de scène de Muriel Laporte, née le 24 janvier 1963 à Chinon (Indre-et-Loire), est une chanteuse, autrice-compositrice, productrice et DJ française, connue pour avoir été la chanteuse du groupe Niagara entre 1984 et 1993.

## Biographie

### Époque Niagara
Muriel Denise Francine Laporte grandit à Chinon jusqu'à ses dix ans environ avant de déménager à Nantes. Son père est notaire et sa mère est professeur de sciences naturelles au lycée. À treize ans, elle lit  Simone de Beauvoir ou Benoîte Groult. Elle fait des études littéraires puis s'oriente en histoire de l'art à Rennes, où elle obtient une maîtrise avec mention. C'est en 1981 qu'elle y rencontre Daniel Chenevez. Muriel devient chanteuse du groupe Les Espions, groupe éphémère, puis de L'Ombre Jaune avec Daniel Chenevez aux claviers et José Tamarin à la guitare. Ils donnent leur premier concert puis une apparition aux Rencontres Trans Musicales fin 1982 suivie d’une tournée dans la région. Muriel est parallèlement DJ à Rennes tout en continuant ses études.
L’Ombre Jaune devient Niagara (en référence au film éponyme d’Henry Hathaway, avec Marilyn Monroe, Moreno étant l'anagramme de Monroe) et propose ses chansons au jury rennais de « Coups de talents dans l’Hexagone », une opération du ministère de la Culture qui permet de financer l’enregistrement de jeunes artistes. Ils entrent en studio pour enregistrer leur premier single, signent chez Polydor et Tchiki Boum sort en septembre 1985, titre diffusé dans les médias. Avec cette chanson, les Niagara trouvent le succès. José Tamarin quitte le groupe en 1986. L'Amour à la plage, leur 2e single, sort en mai 1986 et devient l'un des tubes de l’été. Le duo s’installe à Paris. En octobre 1986, le single Je dois m’en aller installe Muriel dans le rôle d’une femme sexy à la Barbarella. Le premier album Encore un dernier baiser sort en novembre 1986 suivi par le tube Quand la ville dort. Le groupe passe à l’Olympia au printemps 1987 et fait une première tournée française.
L'album Quel Enfer ! arrive en avril 1988. Muriel Moreno se présente sous un nouveau look avec une chevelure rouge flamboyant et arbore de nombreux chapeaux extravagants. Assez !, Soleil d’hiver et Flammes de l’Enfer figurent au top 50 et Niagara part en tournée en 1989 passant par le Maroc, la Tunisie, le Canada et les États-Unis (New York et Chicago).
Un nouvel album, Religion, sort en avril 1990 avec des titres comme J'ai vu, Pendant que les champs brûlent, Psychotrope et La vie est peut-être belle. Niagara repart sur la route pour un « Religion Tour ». Le rythme de la tournée épuise physiquement et moralement Muriel qui tombe en dépression.
En 1992, le duo retourne pourtant en studio pour La Vérité, la plus grosse production de Niagara (La fin des étoiles, Un million d’années, Le Minotaure). Niagara est en Suède quand Muriel Moreno devient totalement aphone. Le reste de la tournée européenne est annulé. Elle redémarre quelques semaines plus tard en France pour se terminer à Montréal. De retour dans le sud de la France, Niagara donne un dernier concert.

### Carrière solo
En 1994, Muriel Moreno installe un studio dans sa maison du 11e arrondissement de Paris, où elle travaille seule sur des titres personnels : textes, musique, programmation, production.
Le 10 mai 1996, elle sort Toute seule, un album intimiste dont sont extraits les singles Près du lac vert et Tout va bien si j’évite d’y penser avec un premier vidéo-clip.
Elle compose la musique des films Thérapie russe, en 1997, et Locked in the Syndrom, en 1998. Elle retourne à la Schola Cantorum, puis au CIM (école de jazz), où elle apprend la batterie.
Elle se lance dans l’electro minimaliste. Novice en musique électronique, elle réalise l'album Required Elements, qui sort en mars 2000 dans quinze pays, et le single You Can’t Get Rid of It est classé en Angleterre.
Divers artistes collaborent au mixage des morceaux comme Yarol Poupaud et Alexkid. Surviving the Day sort en mars 2001 dans dix-huit pays.
Muriel Moreno devient également DJ.
Muriel Moreno rencontre Marc Collin, auteur de l’opus Nouvelle Vague, qui s’est vendu à un million d’exemplaires dans le monde. De leur rencontre naît le groupe Dynamo et un premier simple River of No Return, sorti en 2004 avec le retour de Muriel Moreno comme chanteuse. Le deuxième titre, I Wish I Was a Boy (style new wave techno), est le titre principal de la bande originale du film Riviera. Le groupe sort, en janvier 2006, un troisième titre dance Bark Like a Dog.
Après des réalisations mineures, Muriel Moreno met un terme à sa carrière musicale en 2010.

### Après la musique
Depuis 2010, elle a cessé son activité de DJ pour se lancer dans le fitness, suivant une formation à l’Institut des métiers de la forme pour devenir professeur de yoga et d'exercices corporels (méthode Pilates) exerçant dans plusieurs clubs de Paris et de sa région.

## Discographie

### Niagara
- 1986 : Encore un dernier baiser
  - Simples : Tchiki Boum (1985), L'Amour à la plage (1986), Je dois m'en aller (1986), Quand la ville dort (1987)
- 1988 : Quel enfer !
  - Simples : Assez (1988), Soleil d'hiver (1988), Flammes de l'Enfer (1989), Baby Louis (1989)
- 1990 : Religion
  - Simples : J'ai vu (1990), Pendant que les champs brûlent (1990), Psychotrope (1991), La vie est peut-être belle (1991)
- 1992 : La Vérité
  - Simples : La fin des étoiles (1992), Un million d'années (1992), Le Minotaure (1993)
- 2002 : Flammes (Best of)
  - Simple (promo) : Je n'oublierai jamais (2002)
- 2007 : Collection Prestiges (Best of) (15 titres)
- 2009 : Master Série (Best of) (16 titres)
- 2010 : 4 albums originaux
  - (Encore un dernier baiser, Quel enfer !, Religion, La Vérité)

### Solo
- 1996 : Toute seule
  - Simples : Près du lac vert (1996), Tout va bien si j'évite d'y penser (1996), Tes départs (promo sorti au Canada en 1997), Mes 10 commandements (promo sorti au Canada en 1997)
- 2000 : Required Elements
  - Maxi : You can't get rid of it (1999). Principaux extraits : You can't get rid of it, Army of sundays, Plastic Jesus
- 2001 : Surviving the Day
  - Principaux extraits : I wanna dance now just dance, Petite Bête, Come rain or come shine, Love is based on mutual respect
- 2003 : My Own Private Selection (compilation)

### Dynamo
- 2004 : River of no return / The Chloé’s returned Remix / I wish I was a boy (maxi - Katapult)
- 2005 : I wish I was a boy (BO du film Riviera)
- 2005 : Bark like dog (maxi - Kill The DJ)

### Divers
Composition et interprétation des bandes originales des films suivants :
- 1997 : Thérapie Russe (BO - Moyen métrage d'Eric Veniard )
- 1998 : Locked in the syndrom (BO - Court métrage)

Composition :
- 1991 : Elle est absente pour Helena Noguerra

Chœurs :
- 2002 : A lion in the jungle - « Mémoire du Monde »  sur l'album Zaïone de Sally Nyolo

Featuring :
- 2006 : Slove - sur le Projet Slove
- 2008 : Tub (rythm fanatic) feat Muriel Moreno - Remix by Plaisirdepompidou GRANT PHABAO maxi Tub

## Filmographie

### Niagara
- 1992 : Chemin de croix (VHS PolyGram Music Video)
  - (extraits de concerts, reportages, interviews captés durant le Religion Tour 91 ainsi que 4 clips / durée totale 44 min)
- 2002 : Flammes (DVD Polydor)
  - (14 clips dont 2 commentés par Daniel Chenevez, 2 Storyboards et Chemin de croix documentaire sur le Religion Tour 91 inclus 5 titres live / durée totale 1 h 20)
- 2005 : Master serie (DVD Universal)
  - (12 clips / 46 min)

### Solo
Muriel Moreno a réalisé plusieurs de ses clips :
- Tout va bien si j'évite d'y penser (1997)
- Army of Sundays (2000)
- Petite Bête (2001)
- Rational Killer (2003)

pour Dynamo
- River of no return (2004)
- I wish I was a Boy (2005)
- Bark Like A Dog (2006)

pour Peter Von Poelh
- The Bell tolls five (2006)

pour The Hacker
- Electronic Snowflakes (2006)

pour SLOVE
- Slove (2006)

## Publication
- Muriel Laporte, « Rennes : un jardin éclectique Le jardin du Thabor », dans Monuments historiques, 143-148, Paris, 1986, p. 24-28  (ISSN 0242-830X).